# Srbijanska rukometna reprezentacija
Srbijanska rukometna reprezentacija predstavlja Srbiju u rukometnim natjecanjima.
Postoji od 2006. godine, nakon raspada državne zajednice SiCG. Međunarodna rukometna federacija priznala joj je kontinuitet od 1992. godine tako da joj se pripisuju medalje osvojene pod imenima SR Jugoslavija i Srbija i Crna Gora ali zbog sankcija UN-a na međunarodnu scenu izlaze tek 1995. godine. Od kako nastupa kao samostalna Srbija od značajnijih međunarodnih ostvarenja ima europsko srebro. Kvalifikacije za svoje prvo veliko natjecanje pod novim imenom svjetsko prvenstvo 2007. u Njemačkoj i europsko prvenstvo 2008. godine u Norveškoj završili su neuspjehom. Izborili su nastup na SP u Hrvatskoj 2009. i od tada do danas (2014.) redovni su sudionici na svim velikim natjecanjima. Kao dio nekadašnje reprezentacije SFR Jugoslavije (do 1991.) igrači iz Srbije sudjelovali su u osvajanju olimpijskog zlata 1972. i 1984. godine kao i svejstkog zlata 1986. godine.

## Nastupi na velikim natjecanjima

### Europska prvenstva
- 1996. – bronca (kao SR Jugoslavija)
- 1998. – 5./6. mjesto (kao SR Jugoslavija)
- 2002. – 9./10. mjesto (kao SR Jugoslavija)
- 2000. – nisu se kvalificirali (kao SR Jugoslavija)
- 2004. – 8. mjesto (kao Srbija i Crna Gora)
- 2006. – ispali u grupnoj fazi (kao Srbija i Crna Gora)
- 2008. – nisu se uspjeli kvalificirati jer su u dodatnim kvalifikacijskim utakmicama ispali od Islanda, rezultatima 30:29 i 40:42.
- 2010. – 13. mjesto
- 2012. – srebro
- 2014. – 13. mjesto
- 2016. – 15. mjesto
- 2018. – 12. mjesto
- 2020. – 20. mjesto
- 2022. – 14. mjesto

### Svjetska prvenstva
- 1997. – 9. mjesto (kao SR Jugoslavija)
- 1999. – bronca (kao SR Jugoslavija)
- 2001. – bronca (kao SR Jugoslavija)
- 2003. – 7./8. mjesto (kao SR Jugoslavija)
- 2005. – 5. mjesto (kao SR Jugoslavija)
- 2007. – nije se kvalificirala
- 2009. – 8. mjesto
- 2011. – 10. mjesto
- 2013. – 10. mjesto
- 2015. – nije se kvalificirala
- 2017. – nije se kvalificirala
- 2019. – 18. mjesto
- 2021. – nije se kvalificirala
- 2023. – 11. mjesto

### Olimpijske igre
- 1996. – nisu se kvalificirali (kao SR Jugoslavija)
- 2000. – 4. mjesto (kao SR Jugoslavija)
- 2004. – nisu se kvalificirali (kao Srbija i Crna Gora)
- 2008. – nisu se kvalificirali
- 2012. – ispali u grupnoj fazi
- 2016. – nisu se kvalificirali
- 2020. – nisu se kvalificirali

## Sastav
| Ime                   | Datum rođenja      | Pozicija               | Klub                     |
| Dragan Marjanac       | 26. veljače 1985.  | Vratar                 | Pick Szeged              |
| Dimitrije Pejanović   | 9. srpnja 1974.    | Vratar                 | CB Torrevieja            |
| Darko Stanić          | 8. listopada 1978. | Vratar                 | RK Cimos Koper           |
| Marko Vujin           | 7. prosinca 1984.  | Desni vanjski          | MKB Veszprém KC          |
| Aleksandar Stojanović | 22. lipnja 1983.   | Desni vanjski          | RK Celje Pivovarna Laško |
| Vukašin Rajković      | 7. travnja 1983.   | Desni vanjski          | Frisch Auf! Göppingen    |
| Nenad Vučković        | 23. kolovoza 1980. | Srednji vanjski        | Chambéry Savoie Handball |
| Danijel Anđelković    | 28. kolovoza 1978. | Srednji vanjski        | Pick Szeged              |
| Žarko Šešum           | 16. lipnja 1986.   | Lijevi vanjski         | MKB Veszprém KC          |
| Momir Ilić            | 22. prosinca 1981. | Lijevi vanjski         | THW Kiel                 |
| Mladen Bojinović      | 17. siječnja 1977. | Lijevi/Srednji vanjski | Montpellier HB           |
| Alem Toskić           | 12. veljače 1982.  | Pivot                  | RK Celje Pivovarna Laško |
| Ratko Nikolić         | 15. rujna 1977.    | Pivot                  | Portland San Antonio     |
| Nikola Kojić          | 28. ožujka 1979.   | Desno krilo            | RK Cimos Koper           |
| Rajko Prodanović      | 24. travnja 1986.  | Desno krilo            | RK Jugović               |
| Ivan Nikčević         | 11. veljače 1981.  | Lijevo krilo           | BM Ciudad de Almería     |
| Dobrivoje Marković    | 22. travnja 1986.  | Lijevo krilo           | RK Jugović               |

## Poznati igrači
- Alem Toskić
- Mladen Bojinović
- Arpad Šterbik
- Dragan Škrbić
- Momir Ilić
- Dragan Sudžum
- Ivan Nikčević (BM Ciudad de Almería)
- Danijel Šarić (CB Ademar León)
- Danijel Anđelković (SC Pick Szeged)
- Dimitrije Ekmedzić (RK Dunav)